# シャッター (カメラ)
シャッター（英: shutter）は、カメラにおいて、写真フィルムや撮像素子などに対して撮影時のみ光があたるように、撮影時露光時間中のみ開き、それ以外の時は光をさえぎる装置。同様の構造の装置が映写機、ビデオプロジェクター、機械式テレビ、液晶テレビ、コピー機、ミニラボ、ステッパー、回光通信機などの各種光学機器、表示機器、映像機器、露光装置にも使われる。

## 歴史
初期の写真撮影においては感光材料の感度が低く、1分以上の長時間露出は当たり前であったため、写真機にシャッターはなく、単にレンズキャップにシャッターの役割をさせており、レンズキャップを手で脱着することで露光時間を決めていた。
1845年のフランスで、木板をレンズの前で落下させて露光を終わらせる、最初のシャッターができたと言われている。確実なのは1856年のダンサー・ビノキュラー・ステレオカメラで、レンズ前面にシーソー様の金属板シャッターが付いていた。これらは露光時間を自動で終わらせて撮影を楽にするためのものに過ぎなかったが、技術の発展によって感光剤の感度が上がってくると瞬間的かつ正確な時間の露光が必要になってきたため、ガバナによる計時機構が組み込まれた各種のシャッターが開発された。
シャッターという語の「shutする（閉じる）もの」という原義には、厳密にはそれを「開く (open)」という意味は含まれない。専門用語としては、機械式シャッターを作動させるばねを押し縮めるなどエネルギーを溜める動作（一般に、フィルム巻き上げに連動されていることが多い）などの準備段階を「チャージ」、撮影ボタンを押すなどしてそれを解放し、シャッターを開放する動作を「レリーズ」（release, 一般にカタカナ語では「リリース」とすることが多い）と言い、その後、組み込まれた計時機構によって、一定時間が過ぎた後に文字通りの「shutする」動作によって一連の動作が終わる。
しかし、以上で説明したようなメカニズムは、リモートレリーズが単に「レリーズ」と呼ばれ、レリーズボタンがシャッターボタン、さらに、一般ユーザーにはボタンを指して単に「シャッター」と呼ばれたりもするように、ほとんど全く意識されていない。
写真乾板時代の初期にはギロチン型のドロップシャッターが多かった。縦長の箱型で、中に間隙のある短い木の板が内蔵されており、レンズに被せて使用した。中板はストッパーで止めてあり、レンズはその下端で隠されている。ストッパーを外すと中板が落下し、間隙を通った光で露光される。間隙の幅が広い板を使用すれば低速シャッターとなり、間隙の幅が狭い板を使用すれば高速シャッターとなる。この原理はこの後一般的になったローラーブラインドシャッター、そして現在一般的なフォーカルプレーンシャッターと同じである。

## 位置による分類
カメラの光学系全体から見た位置関係から、焦点面（フォーカルプレーン）の直前に位置するフォーカルプレーンシャッターと、レンズ系の直前か直後ないし途中に位置するレンズシャッターの2種類に大別できる。これらは非常に大雑把な分類であり、厳密な分類法はなく、どちらとも言えないような類型もある。そのほか、もっと被写体側に設置するローラーブラインドシャッターや、レフレックスカメラに類似した構造のカメラのレフレックスミラーにシャッターの役割を兼用させる#レフレックスミラーシャッターなど、他にも多種多様なタイプがある。

### フォーカルプレーンシャッター
フォーカルプレーンシャッターは焦点面のすぐ近くに位置するシャッターである。大判カメラでは現実的ではなく、ライカ I型 (A) 以降の小型でレンズ交換式のカメラに多い。ライカではその横長筐体のスタイリングと合わせ横走りであったが、長方形の判型の短い側に動かしたほうが有利な点もあり、ライカと同時代ではコンタックスや、1970年代以降の一眼レフカメラなどでは縦走りである。また、近年のデジタルカメラでこの形式のシャッターを持つものは、ほぼ全てが縦走りである。

### レンズシャッター

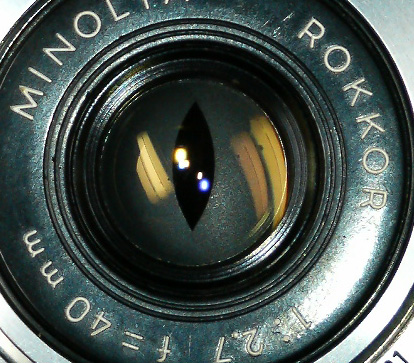
2枚羽根レンズシャッター。半開きになっているところ

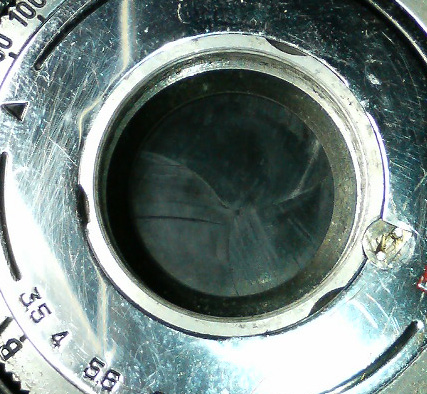
3枚羽根レンズシャッター。レンズを外した状態

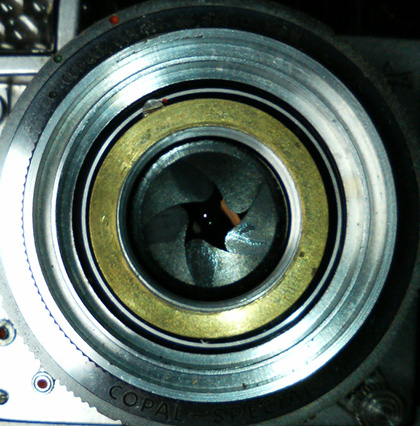
5枚羽根レンズシャッター。半開きになっているところ

レンズシャッターはレンズ付近に位置するシャッターである。1枚ないし複数枚のシャッター羽根（セクター）を円形に組み合わせて光路を開閉するものが多い。羽根の形状にも色々あるが、葉のようなものが多くリーフシャッターとも呼ばれる。主にフォーカルプレーンシャッターの組み込みが難しい大判カメラと中判カメラや、コスト重視のコンパクトカメラで採用されている。
レンズの外側に位置するものをフロントシャッター、レンズのフィルム側に位置するものをビハインド（後部）シャッター、組んでいる前郡レンズ（前玉）と組んでいる後郡レンズ（後玉）の中間に位置するものをセントラル（中間）シャッターなどと細分類することもある。フロントシャッターは110フィルム使用のポケットカメラやミノックスなどで見られるが比較的少なく、多くはビハインドシャッターか、後述する絞り兼用型（多くはレンズの途中にあるビトウィーン（中間）シャッターだが、ビハインド型もある）である。ビューカメラ用レンズではシャッターと絞りは独立しており、構図やピントの確認のためにシャッターを解放のままにしておく仕組みがある。
判型とほぼ1対1に対応するフォーカルプレーンシャッターと違い、レンズシャッターはサイズに多くのバリエーションがある。標準規格のようなものはないが、デファクトスタンダードとして、デッケルのコンパー (Compur) の1番（最大口径φ27 mm）・2番（最大口径φ35 mm）・3番（最大口径φ40 mm）・4番（最大口径φ52 mm）・5番に合わせ、各社とも似たようなバリエーションを揃えた。これはカメラの小型化の進展により、デッケル自身が0番（最大口径φ22 mm：後に変更））を追加し、他社によりさらに小型の00番、000番も追加され、デッケルは後に0番をφ24 mmに拡大した。また、セイコー0番はφ25 mm・コパル3番はφ45 mmである。やがて2番と4番は1番か3番に吸収されて使用されなくなり、5番はよほど大型のレンズでしか使用しない特殊製品となっている。
スリット状の高速モードがあるフォーカルプレーンシャッターとは異なり、往復動作で必ず一瞬は全開となるリーフシャッターの高速化は容易ではない（全開させない改良型もあるが、それについては後述する）。一般的によく用いられる00番や0番の機械式シャッターの最高速度は1/500秒であり、それ以上の高速のものは往復ではなく一方向動作としたものなど、一般に特殊構造である。さらに大きな口径のシャッターは、羽根の移動距離が大きいためより高速化が困難で、大判カメラに使われる5番シャッターとなると最高速が1/50秒程度の場合もある。
レンズシャッターの基本速は、一般にそのシャッターの最高速であり、それ以外の速度はすべて閉動作を遅延することで得ている。しかし、後述するプログラムシャッターや半開高速シャッターは全開する最高の速度が基本速である。また、かつては最高速をばね圧強化で得ているもの（たとえばコンパーラピッド、セイコーシャラピッドなどラピッド型レンズシャッターは、最高速度より一段遅い速度が基本速で、最高速はばね圧を一時的に強化して出す）も存在していたが、これも通常のばね圧での最高速度が基本速となる。
ミノルタA2L、オリンパスエース、キヤノンデミCなど、シャッターをレンズマウントの後方深くに配置してレンズ交換式とした例もあるが、一般にレンズ側に一体化したモジュール構造とするため、レンズ交換式カメラにはほとんどない。特に一眼レフカメラでは、ファインダーに像を投影しなければならないため、レンズシャッターを用いると、通常は開放にしておき、露光前に一度シャッターを閉め、ミラーをアップ・シャッター開閉・ミラーをリターン、そしてまたシャッターを開く、といった非常に複雑な動作になってしまう。また、ミラーによって完全に遮光されるような構造にするか、別に何らかの遮光も必要になる。大判のビューカメラやフィールドカメラの撮影ではこの一連の操作を、撮影者単独もしくは助手の協力によって行うため、シャッター解放での構図の決定と絞り込みによるピントの確認が終わった後、シャッター閉、シャッターチャージ、フィルムホルダー装填、引き蓋開、露光（レリーズ）、引き蓋閉、フィルムホルダー脱、シャッター解放、構図、ピントの再確認と、それなりの時間を要する。さらに、レンズ口径を制約する。しかし、全動作に要求されるエネルギーはフォーカルプレーンシャッターよりかなり小さく、小さくて軽い羽根が短距離移動するだけなので振動が少なくブレにくい、といった利点がある。全開していない状態でも画面内に等しく露光されるため、フォーカルプレーンシャッターのようなストロボシンクロ速度の制限がなく、画面の両端で露出時刻が異なるという欠点もない。そのため、フォーカルプレーンシャッター組み込みのレンズ交換式カメラで、フラッシュ撮影における高速シンクロ対応のためにレンズシャッター組み込みの交換レンズを用意している機種もある。また、セルフタイマーのメカも古くから内蔵されていた。
羽根の枚数は1枚から5枚のものがある。2枚、5枚のものが多いが、かつては3枚のものも多く存在した。1枚のものは特に簡易なカメラに使われることが多く、レンズ付きフィルムでも1枚羽根である。羽根の枚数が多いほうが羽根が小さくなり、羽根が小さければ羽根1枚あたりの移動距離は短くて済み、慣性質量も小さいので、高速に開閉が可能になる。通常は薄い金属板が羽根の材料として使われるが、簡易なシャッターではプラスチック製の羽根が使われることもある。
具体的な構造は、羽根の枚数によって異なる。典型的な3枚羽根・5枚羽根シャッターの場合、シャッターの羽根に固定ピンと移動ピンを設け、固定ピンをシャッター筐体に、可動ピンを可動リング（セクターリング）にはめ込んである。レリーズボタンを押すと、ばね仕掛けや電磁駆動によってセクターリングがわずかに回転し、羽根は固定ピンとの差動によって開く。指定した秒時が経過してリングが元に戻ると、羽根は閉じる。
2枚羽根の場合はリング構造にせず、2枚の羽根を2本の固定ピンと1本の可動ピンで動作させることが多い。
古典的レンズシャッターは、原理は基本的にはどれも似たようなものだが、コンパー型・プロンター型・バリオ型に分類され、国産メーカー等の製品も古典的な構造のものは、これらのいずれかの類型である。かつてはコンパーが5枚羽根、プロンターが3枚羽根、バリオが2枚羽根だったが、5枚羽根タイプのプロンターがあらわれたこともあり、チャージングや調速機構の違いを指す分類となった。
ほかに、エバーセット型・平面展開型という分類がある。エバーセット型は事前のチャージを必要とせず、レリーズボタンを押す力でチャージ・そのまま露光するもので、原理上、簡易なシャッターにしか採用できない。平面展開型は、従来のレンズシャッターがレンズと一体化していて制限が多くサイズ上も不利だったものを、レンズから分離した1枚の板に開閉機構や調速機構を組み込んだ別モジュールとしたもので、ローライ35の画期的な小型化に寄与したそれなどが知られている。その後カメラの電子制御化等が進むに従い、連動が必要なレンズと一緒に高度なモジュール化がされるようになった。
20世紀後半のいわゆる「コンパクトカメラ」の発展により、さらに別方式のレンズシャッターが考案された。絞り羽根に近い位置にあるレンズシャッターの場合、絞りより大きく開いても意味がないわけであり、特に高速シャッターが欲しい場合は絞りを絞ってもまだ光量過多という場合が多い（コンパクトカメラでは開放でボケを狙うというような撮り方はあまりされない）。そこで、自動露出のいわゆるプログラムオート的な動作に合わせ、シャッターと絞りを兼用とし、明るい場所ではシャッターを途中までしか開けず、小絞りで高速シャッターになり、暗い場所では全開するので低速シャッターで絞り開放での撮影とする、という手法が生まれた。同様の手法で、シャッター羽根を途中までしか開けず絞り込んだ時のみ1/2,000秒シャッターが使えるミノルタV2や、1/1,200秒が使えるコンタックスT3などもある。
全開しないレンズシャッターで、もっとも速い速度が出せるシャッターはミノルタV3に採用されたシチズン製「オプチパーHS 000番」の1/3,000秒、全開するものに限定した場合はシチズン製「オプチパーMLT 000番」、コパル製「コパルSV 000番」、セイコー製「セイコーシャSLS 000番」などの1/1,000秒である。

### ローラーブラインドシャッター
レンズ鏡胴に被せるようにして使用するシャッターである。ソロントン・ピッカードの製品が著名になったので「ソロントンシャッター」と呼ばれることがある。

### レフレックスミラーシャッター
光路の途中に反射鏡を組み込んで回転、あるいは往復運動することで開閉するシャッターである。1937年にエーリッヒ・ケストナー（Erich Kästner, 作家のエーリッヒ・ケストナーとは別人）が発明した世界初のレフレックスミラーシャッターをアリフレックス35カメラに導入した。この技術は、一眼レフカメラ同様に、回転する鏡により静止画像用のフィルムに送られるのと同じレンズを通した画像を、ファインダーでも確認することができるので構図やピント合わせに有利であり、この技術は2014年現在でも多くの映画用カメラに使用されている。またスチルカメラでもいくつかの使用例があり、フジカST-Fはレンズ固定式のライカ判一眼レフで、ミラーをシャッターとして用いた。ほかにイハゲーEXAシリーズなどがある。
また、多くの一眼レフカメラは、ミラーがかなりの程度、暗箱を作るものとしてのシャッターの役割も果たすという前提で設計されており、近年の「一眼レフカメラ専用」として設計されているシャッターモジュールは、レンジファインダーカメラ用ほどの遮光性能を持たないことがある。そのため、それを流用した安原一式では、レンズキャップの併用を必須とした。

## 制御方式による分類
シャッター速度を制御する方式によって、大きく機械制御式と電子制御式に分けられる。併用されているハイブリッドシャッターもある。
その他にデジタルカメラでは、機械的構造を持たない、いわゆる電子シャッターとすることもある。

### 機械制御式
シャッター速度の制御を、ガバナーやスプリングなどによって機械的に行うものである。部品の小ささ、精度、計時の正確性、耐久性などの共通性から、懐中時計や腕時計を製造できる技術を持つメーカーが手掛けることが多い。かつてはシリンダーを取り付け、空気圧を利用して秒時制御をするものもあった。精度は電子式（電子シャッター）に比べて劣るが、電源が不要であるため、ロシア地域など極寒地でも確実に動作する利点がある。135フィルム使用カメラでは、この方式は少なくなっている。

### 電子制御式
シャッターそれ自体が機械であることに変わりはないが、いわゆる「メカトロニクス」による電子制御とソレノイドなどによる電気機械的な駆動で動作を行うものである。マイクロコンピューターや水晶振動子（クオーツ）などを利用しており、自動露出機構との連動も可能である。精度の高いシャッター速度の制御が可能であるが、電源が必要であり、電源電圧が低下する極寒地などでは動作の信頼性が低下する場合もある。絞り優先AEなど、シャッター速度を自動的に制御するためには、事実上電子式シャッターが不可欠である。機構としては、シャッター膜・シャッター羽根を電磁石で直接駆動するものと、駆動そのものは機械式でシャッター閉じ動作の遅延のみ電磁石で制御する方式があり、電子制御プログラムシャッターなどの多くは前者、絞り優先方式レンズシャッター（コパルの「コパルエレク」など）および電子制御フォーカルプレーンシャッターは後者の方式を用いている。

### ハイブリッド式
電子式と機械式の機構を組み合わせたもの。広義には上記の「電子シャッターのうちシャッター幕・シャッター羽根の閉じ動作のみ電磁石で制御するもの」を指すこともあるが、通常は特に複数のシャッター速度を、機械制御と電子制御・いずれの方法でも作り出すことができる機構を持つシャッター全般を指す。たとえば、高速シャッターは機械制御式で・機械式では得ることが困難な低速シャッターは電子制御式のもの、自動露出モードのときは電子制御・手動露出のときは機械制御となるもの、基本的には電子制御による自動露出・電池消耗時用には補助的に手動露出の高速シャッターのみ備えるもの、などがある。

### デジタルカメラ
デジタルカメラでは、機械的な機構を一切持たない、固体撮像素子とエレクトロニクスのみによるいわゆる「電子シャッター」もある。以前は、ローリングシャッターによって順次露光するために高速に移動する被写体の像が歪むなどの欠点のために、安価な製品や、携帯電話・スマートフォンなどの電子機器に内蔵されるカメラに採用は限られていた。しかし、一度に取り込むグローバルシャッターの開発が進んで欠点が解消されつつあることや、シャッターの耐久性などといったこともあり、単体のデジタルカメラ製品でも電子シャッターモードを持つものがあらわれてきている。

## センサーの読み出し方法による分類
デジタルカメラなどでは、露光によってセンサーが得た情報を読み出す際の方式によって、ローリングシャッターとグローバルシャッターに分けられる。

### ローリングシャッター
ローリングシャッターでは、センサーの横数ラインを１つのブロックにして、露光によって得られた情報を読み出す方法。数ブロックの情報を組み合わせて１つの画像を生成する。それぞれのブロックごとに、露光したタイミングが若干違うため、速く動く物に対しては、露光タイミングの時間差が発生する。これにより、画像の一部が伸びたような歪みを生じる。これを、ローリングシャッター歪み（またはローリングシャッター現象）という。例えば、野球選手のバットスイングを撮影する際、実際には曲がっていないバットが水平方向にしなったように写る。このローリングシャッター歪みは、センサーに対する露光タイミングのズレによって起こるため、カメラのシャッタースピード（露光時間）を速く設定しても解決しない。CMOSセンサーは、上記の機械制御式・電子制御式問わず、一般的にローリングシャッターに分類される。ローリングシャッターは「ライン露光順次読み出し」とも言われる。

### グローバルシャッター
数ブロックごとに情報を読み出すローリングシャッターに対し、センサー全面の情報を一度に読み出す。これにより、グローバルシャッターでは、原理的にローリングシャッター歪みは起こらない。また、LEDライトのフリッカー現象や、短時間露光によるフラッシュの露光ムラが起こらない。CCDセンサーは、一般的にグローバルシャッターに分類される。近年では、積層型CMOSセンサーの開発により、CMOSセンサーでもグローバルシャッターを実現しているセンサーが登場している。グローバルシャッターは「同時露光一括読み出し」とも言われる。

## シャッター速度

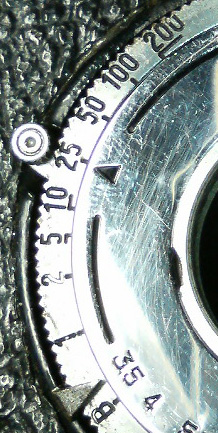
レンズシャッターのシャッター速度設定リングで、古い大陸系列である。

ごく簡易なものを除いて、2014年時点でのカメラでは露光時間（シャッター速度）は撮影者やカメラに内蔵された露光計・コンピュータなどが適切な秒時に調節できる。シャッター機構には基本速というものがあり、その基本速を何らかの手段で遅らせたり、あるいは実効速度を速くしたりすることで、撮影に必要な速度を得ている。
選択できるシャッター速度の調整幅は、シャッターによって異なるが速度の“系列”が大体決まっており、露光時間が約2倍ずつになっていく倍数系列が2014年時点での主流である。露光の計算上では、露光時間を2倍にすることとレンズの絞りを1絞り開けることとは同じ意味になるために倍数系列が一般的になったが、かつてはきりの良い数字を用いた大陸系列が多く使われていた。また、このどちらにも属さない系列も存在する。
| 倍数系列 | 1秒-1/2秒-1/4秒-1/8秒-1/15秒-1/30秒-1/60秒-1/125秒-1/250秒-1/500秒-1/1000秒 |
| 大陸系列 | 1秒-1/2秒-1/5秒-1/10秒-1/25秒-1/50秒-1/100秒-1/200秒-1/500秒-1/1000秒       |

撮影者が手動で露光開始・終了の制御をする（露光時間を、レリーズボタンを押下したままにしておく時間の長さで制御する）ことを、特にバルブ撮影などと呼ぶ。この「バルブ」は、元々はフラッシュバルブを指しており、かつてシャッターの開閉に連動してフラッシュを光らせるフラッシュシンクロ機構がなかった時代には、シャッターを開けたままフラッシュバルブを焚いて撮影する目的で使われた（オープンフラッシュという）。バルブと似た動作をするものに「タイム」というものもあり、こちらは「レリーズボタンから手を離してもシャッターは開いたままになり、シャッターを閉じるには別に操作をする」というものである。フラッシュシンクロが当たり前に搭載されるようになった現在でも、バルブシャッターは長時間露光（天体撮影や夜景撮影）に使う目的で多くのカメラに搭載されているが、タイムに関してはリモートレリーズとバルブで代用ができるため、ほとんど姿を消した。
露光秒時は、通常分母のみを表示する。たとえば125分の1秒なら「125」、2分の1秒なら「2」というように表示される。しかし、1秒を超える長時間露出とまぎらわしくなってしまうため、そのようなシャッター速度がある場合は、たとえば2秒を「2"」・「2s」と表示したり、数字の色を変えたりして、区別していることが多い。
先述のバルブは「B」と表示されることが多いが、古いドイツ・西ドイツ製のカメラやシャッターでは「Z」（時間を表すドイツ語 Zeit から）と表示されていることもある。タイム露出は「T」と書かれることが多い。
また、フォーカルプレーンシャッターにのみ存在する「X」は、フラッシュ撮影の際に重要になってくる、X接点シンクロの最速同調速度をあらわしている。

## 主な国内製造元
- ニデックプレシジョン（旧:日本電産コパル）
- セイコープレシジョン（旧:セイコー光機）
- キヤノン電子
- シチズン ※撤退
- NKS（日本光測機工業、現:柳原コーポレーション[4]）※撤退
- MSK（ミヅホカメラ工業）※廃業
- RECTUS（富士精密)　※廃業？